# Várhosszúrét
Várhosszúrét (1899-ig Krasznahorka-Hosszúrét, szlovákul Krásnohorská Dlhá Lúka, németül Lange Wiese) község  Szlovákiában, a Kassai kerület Rozsnyói járásában.

## Fekvése
Rozsnyótól 6 km-re délkeletre, a Csermosnya-patak partján fekszik. Észak felől Krasznahorkaváraljával, keletről Hárskúttal, délről Szilicével, Jabloncával és Körtvélyessel, valamint nyugat felől pedig Jólész községgel határos.

## Története
A település a Krasznahorka várához tartozó major körül keletkezett  a 14. század elején. Első írásos említése 1338-ból származik, amikor Krasznahorka tartozékaként „Huziureth" alakban szerepel. A Bebek család birtoka volt, lakói főként juh és kecsketenyésztéssel foglalkoztak. 1427-ben csak egy portával adózott. 1567-től több török támadás is érte, egy ilyen során 1570. február 1-jén a török felégette a falut, lakosságának nagy része pedig elmenekült, mások fogságba estek. A török pusztítás és a járványok hatására ebben az időben lakossága a korábbi negyedére csökkent. 1578-ban a kihalt Bebek család után az Andrássyak lettek birtokosai.
Lakói a 17. század végéig pásztorkodással, majd mész és szénégetéssel foglalkoztak. 1667-ben az Andrássy családnak 34 jobbágytelekkel, 10 fél telekkel és 2 zsellérrel adózott. A falu a 18. században kezdett jobban benépesülni. Ekkor építette gróf Andrássy György is a kastélyát, mely a mai szövetkezeti épület helyén állt.
A 18. század végén Vályi András így ír róla: „HOSSZÚ MEZŐ. Kraszna horka. Hosszú mező. Magyar falu Gömör Várm. földes Ura G. Andrási Uraság, a’ kinek jeles épűletével díszesíttetik, fekszik Rosnyóhoz mint egy fél mértföldnyire, határja jó termékenységű, vagyonnyai jelesek, eladásra alkalmatos módgyok van."
A falu első, egytantermes iskolája 1820-ban létesült. 1828-ban 103 házában 716 lakos élt, akik főként mezőgazdasággal foglalkoztak.
A 19. század közepén Fényes Elek eképpen írja le: „Hosszuréth (Krasznahorka-), (Ronnawszka, Dluhaluka), magyar-tót falu, Gömör és Kis-Honth egyesült vmegyékben, Torna vmegye szélén, ut. p. Rosnyóhoz 1 órányira: 754 kath. lak. Határának egy része hegyes, de különben termékeny; sikon fekvő rétjei igen jók; meszet éget, és fuvarozik. F. u. gr. Andrásy György."
1871-ben a falu a templommal szemben új iskolát épített, mely a mai napig is működik.
Borovszky monográfiasorozatának Gömör-Kishont vármegyét tárgyaló része szerint: „Krasznahorkahosszúrét, a Csermosnya patak mellett fekvő magyar kisközség, 123 házzal és 564 róm. kath. vallású lakossal. Hajdan Krasznahorka vár tartozéka volt és mint ilyen került az Andrássyak kezébe. A községben régi kastély van, melyben valamikor gróf Andrássy György lakott. Most is teljesen be van rendezve, de nem lakik benne senki. Itt született 1835 nov. 19-én gr. Andrássy Dénes, a nagy emberbarát. E község Roznawszka és Dlhaluka tót néven is ismeretes volt. Kath. temploma 1782-ben épült. A község postája Dernő, távírója K.-H.-Váralja s vasúti állomása Rozsnyó."
A trianoni diktátumig Gömör-Kishont vármegye Rozsnyói járásához tartozott. A háború után lakói mezőgazdasággal, tégla és cserépgyártással foglalkoztak. 1938 és 1945 között újra Magyarország része.

## Demográfia
| Év:            | 1994. | 2004.   | 2014.   | 2024.   |
| -------------- | ----- | ------- | ------- | ------- |
| Emberek száma: | 697   | 685     | 719     | 701     |
| Eltérés:       |       | -1,72 % | +4,96 % | -2,50 % |

| Év:            | 2023. | 2024.   |
| -------------- | ----- | ------- |
| Emberek száma: | 699   | 701     |
| Eltérés:       |       | +0,28 % |

### Népességének nemzetiségek szerinti alakulása
1910-ben 592-en, túlnyomórészt magyarok lakták.
2011-ben 732 lakosából 557 magyar és 137 szlovák.
2021-ben 700 lakosából 538 magyar (76,86%), 152 szlovák, 1 rutén, 1 cseh, 1 ukrán, 7 ismeretlen nemzetiségű.

## Nevezetességei

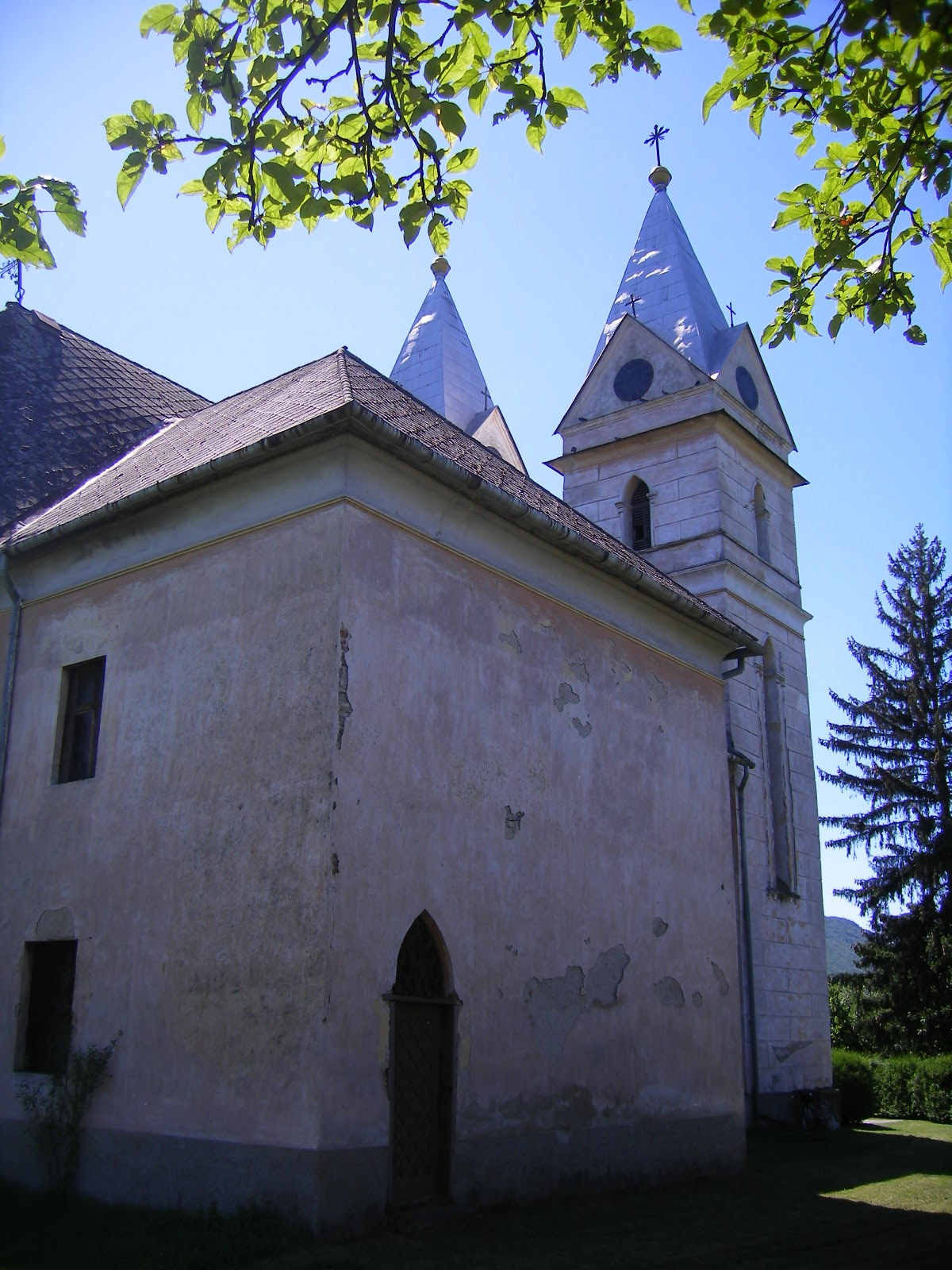
A katolikus templom

- Szent György tiszteletére szentelt, kéttornyú, római katolikus templomát 1754-ben az Andrássy család építtette barokk stílusban. 1895-ben gróf Andrássy Dénes költségén historizáló stílusban építették át. A templompitvarban, a falon az első világháborúban elesett hősök emléktáblája található.
- A falu határában levő Buzgó-forrás kegyhelye onnan ered, hogy három falubeli kislány egy alkalommal itt szedett virágot és egyikük a Szűzanyát látta a fák között lebegni. A látomás után indultak meg a zarándoklatok, a víz csodás erejét pedig több csodás gyógyulás bizonyította.
- A falu délkeleti részén, a Szilicei-fennsík északi lábánál fekszik az 1964-ben felfedezett hosszúréti Buzgó-barlang, amiben egy 32,6 m magas állócseppkő található. Ez az óriási sztalagmit a világ legnagyobb cseppköveként volt bejegyezve a Guinness Rekordok Könyvébe.
- A Templomkertben kopjafa és faragott kereszt emlékeztet a második világháború idején a község területén dúló harcokban elesett 130 magyar katona sírhelyére. A kopjafa és kereszt Ulman István helybéli fafaragó és társai műve. Minden év július utolsó szombatján, 13 órakor koszorúzzák meg az emlékművet színvonalas műsor keretében a helyiek, s a Kárpát-medence különböző részeiről érkező vendégek. (A szintén a Templomkertben eltemetett 41 német katona maradványát a Német Honvédelmi Minisztérium a rendszerváltás után exhumáltatta és elszállíttatta.)
- A Csemadok mellett működő Gyöngyvirág énekkórus nagyon sokszor szerepelt már különböző rendezvényeken, falunapokon nagy sikerekkel.
- A Gömöri Kézművesek Társulása minden évben megrendezi a Gömöri Kézművesek Táborát a faluban.
- 2008-ban az első, 2010-ben a második, 2012. június 16-án a harmadik Várhosszúréti Pásztortalálkozót rendezték a faluban a Gömöri Kézművesek. Utóbbira több mint 20 ezren voltak kíváncsiak.
- 2017. szeptember 23-án a templomkertben új, három részből álló, faragott emlékművet állítottak az ott nyugvó katonák emlékére.

## Híres emberek
Az Andrássy-kastélyban született 1835. november 19-én gróf Andrássy Dénes, a nagy humanista.

## Képtár

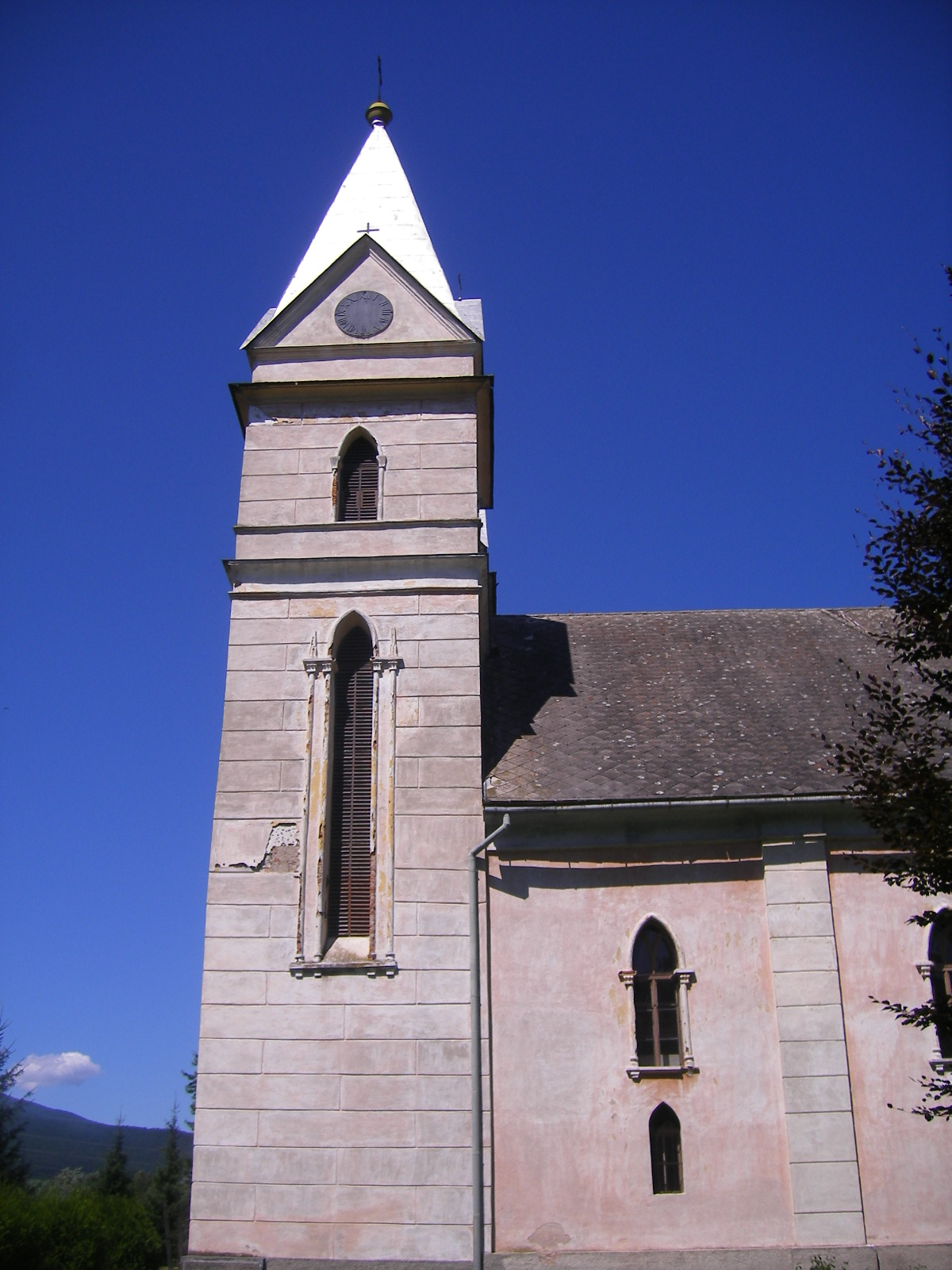
A katolikus templom
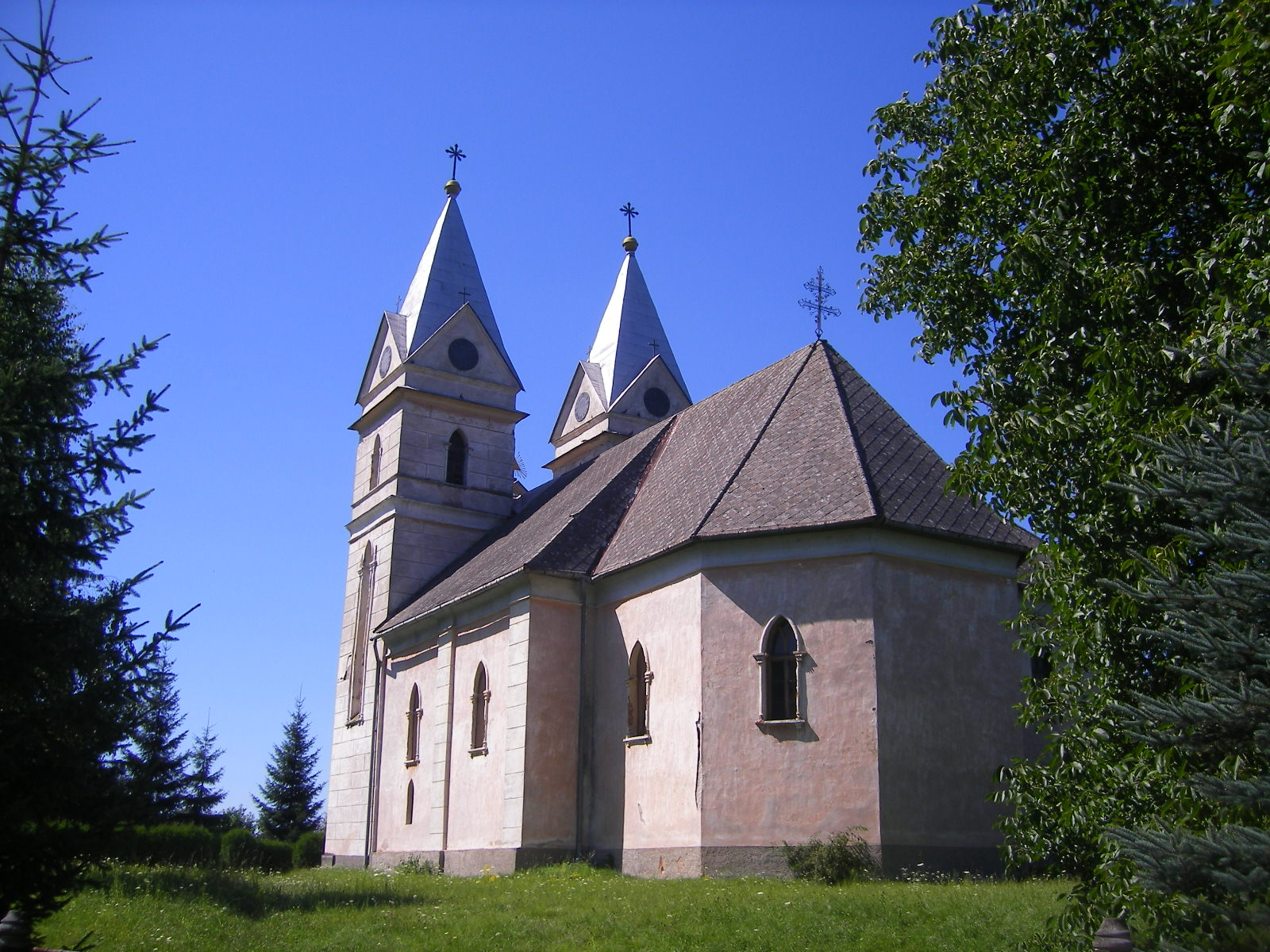
A katolikus templom
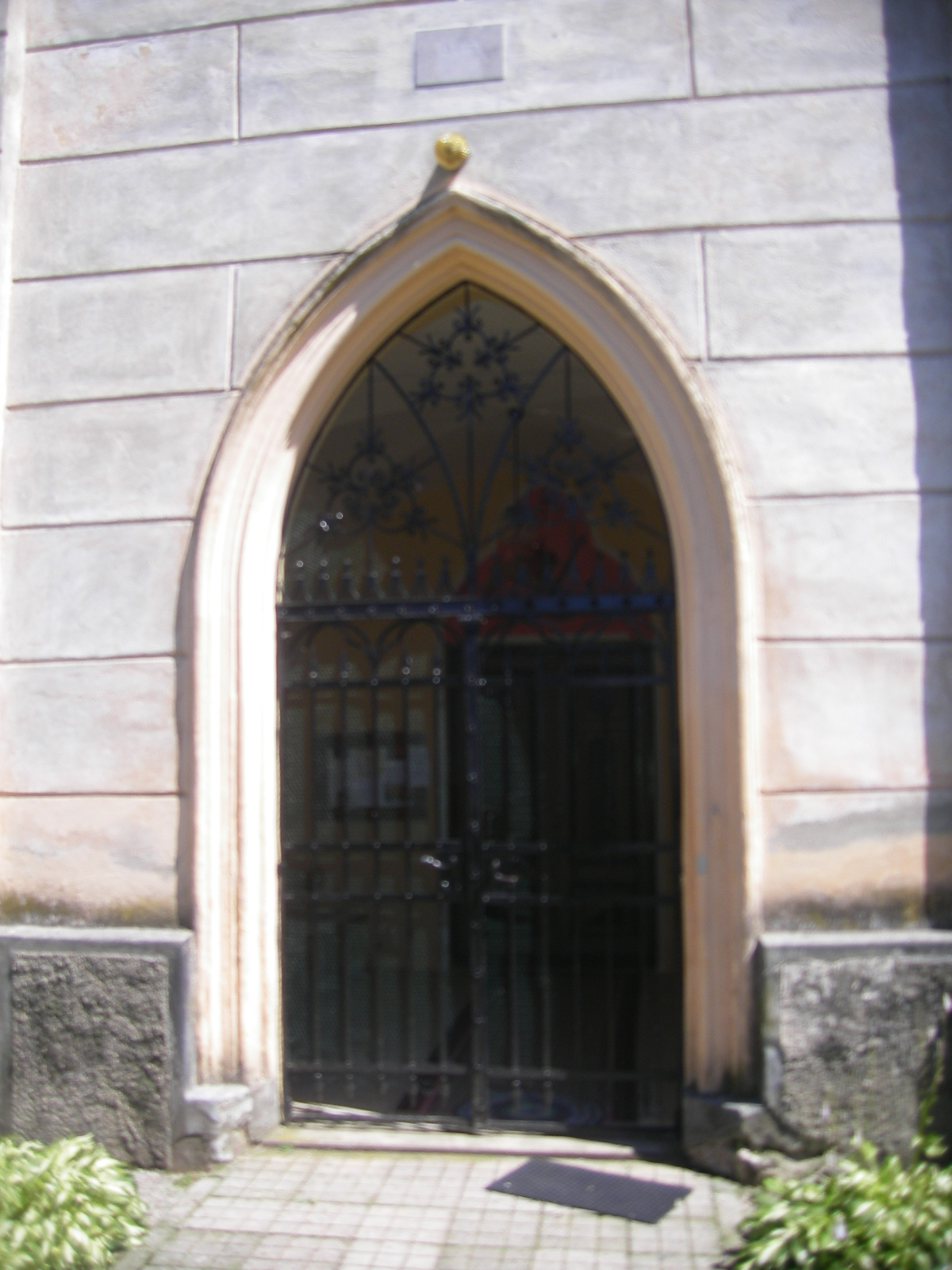
A katolikus templom bejárata
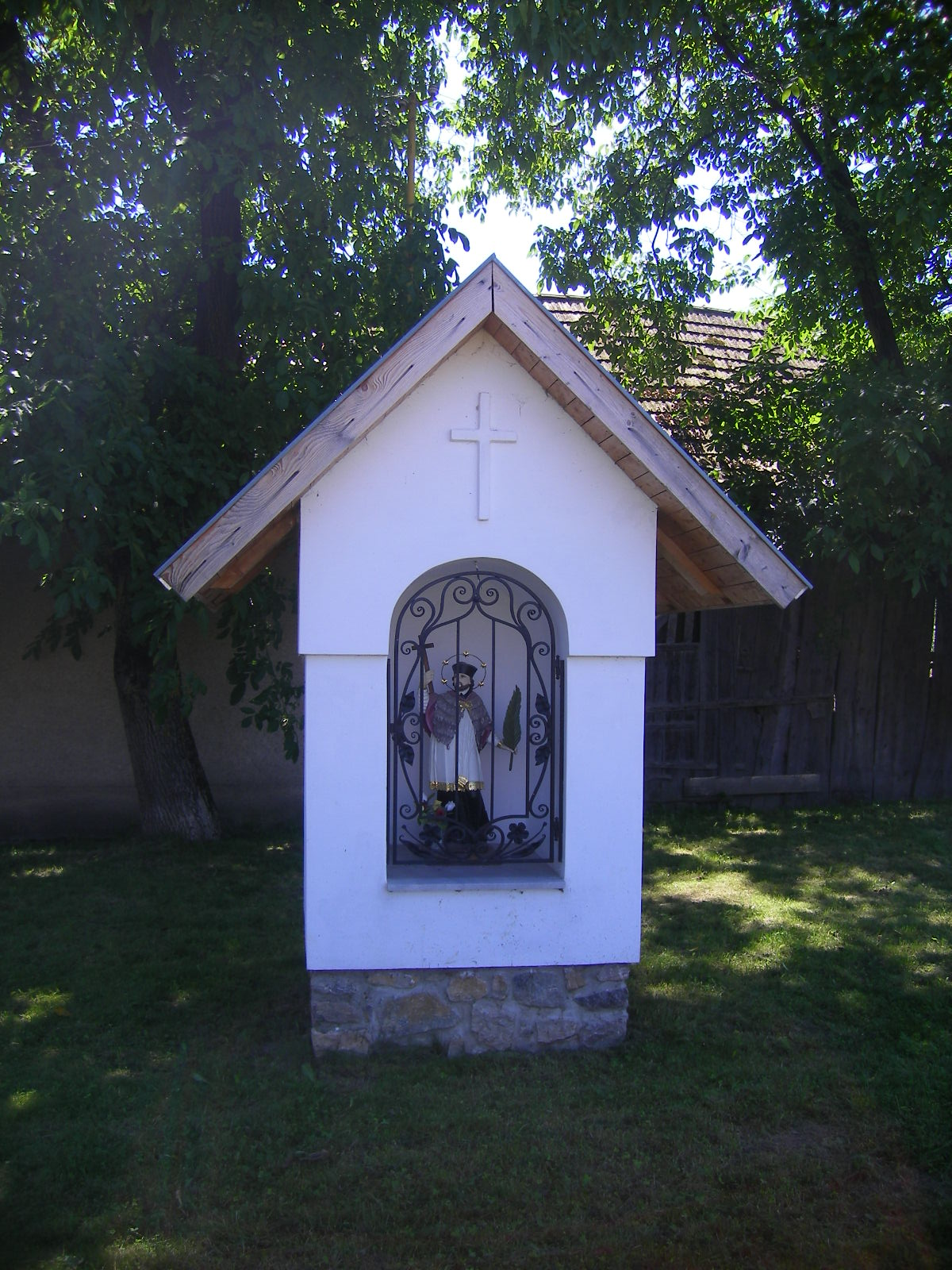
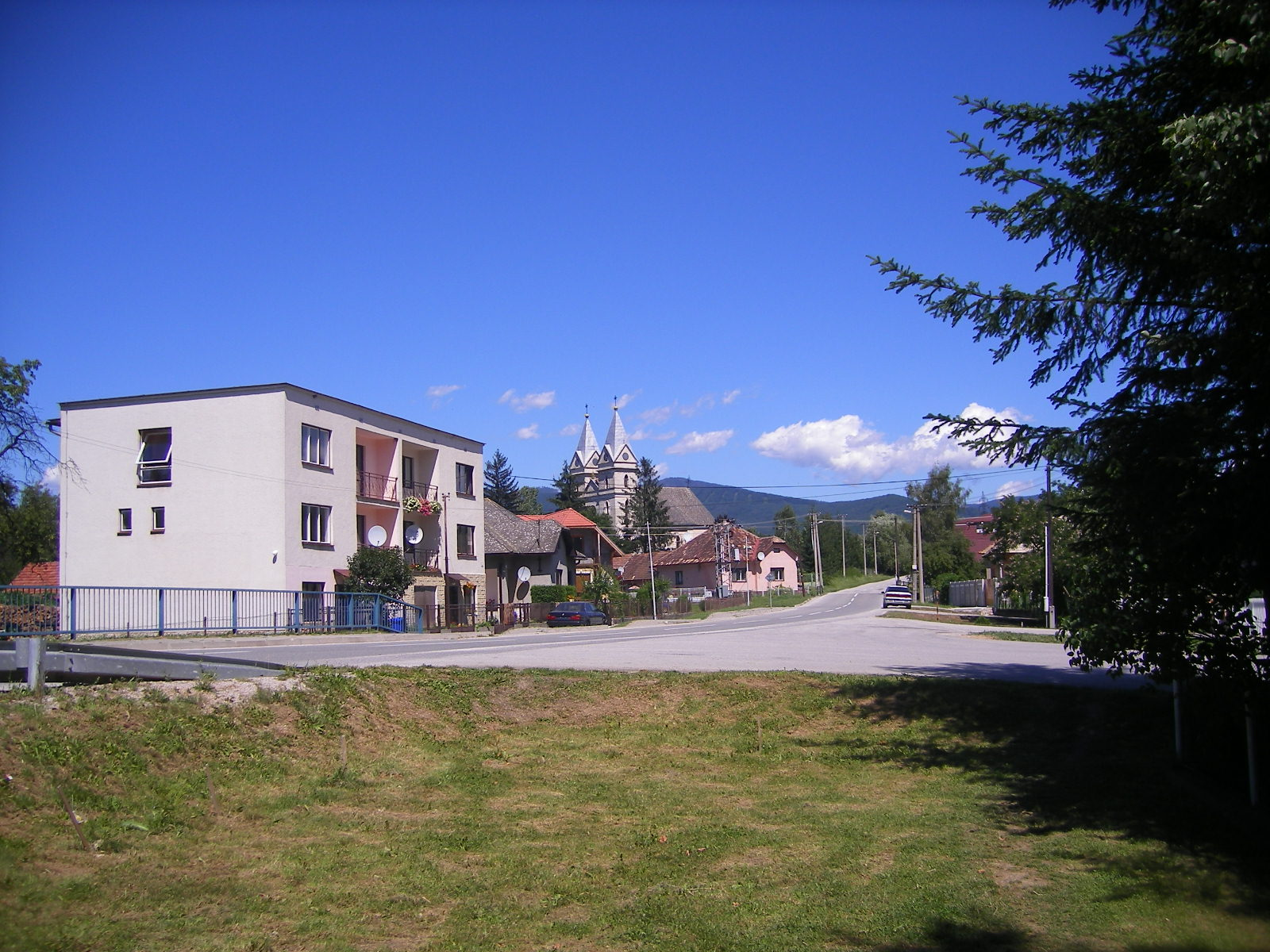
Utcakép
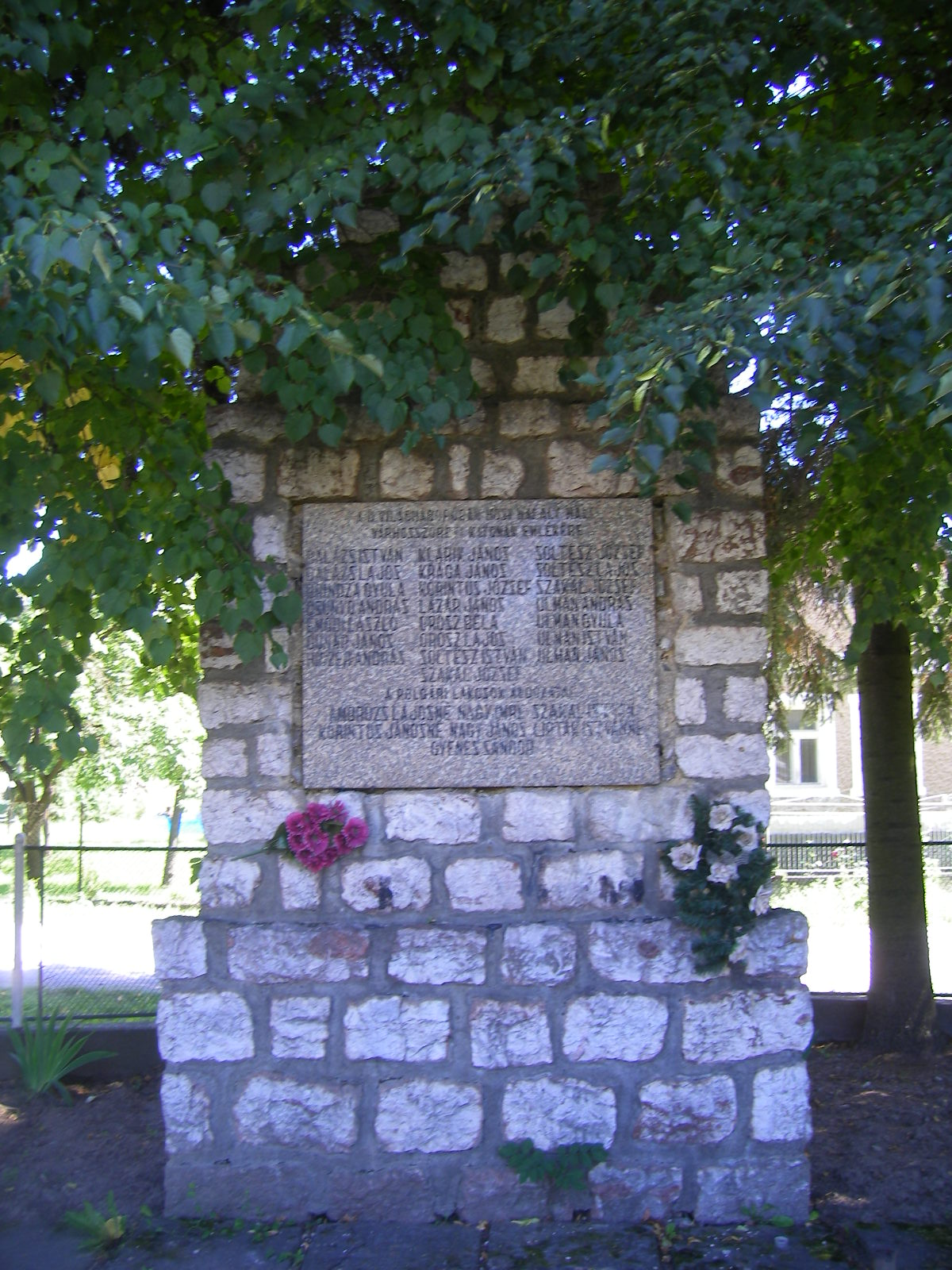
Második világháborús emlékmű
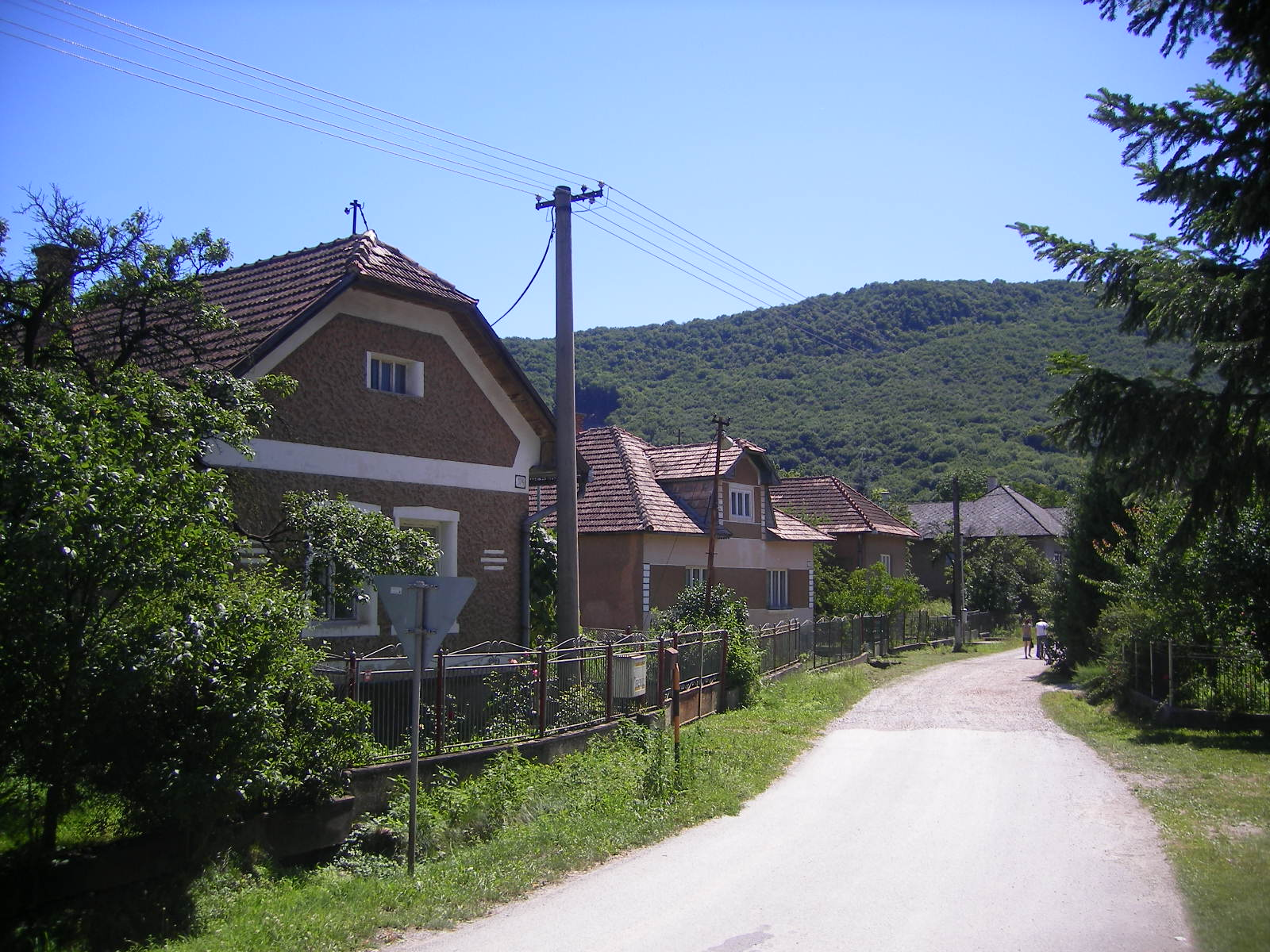
Várhosszúréti utcakép
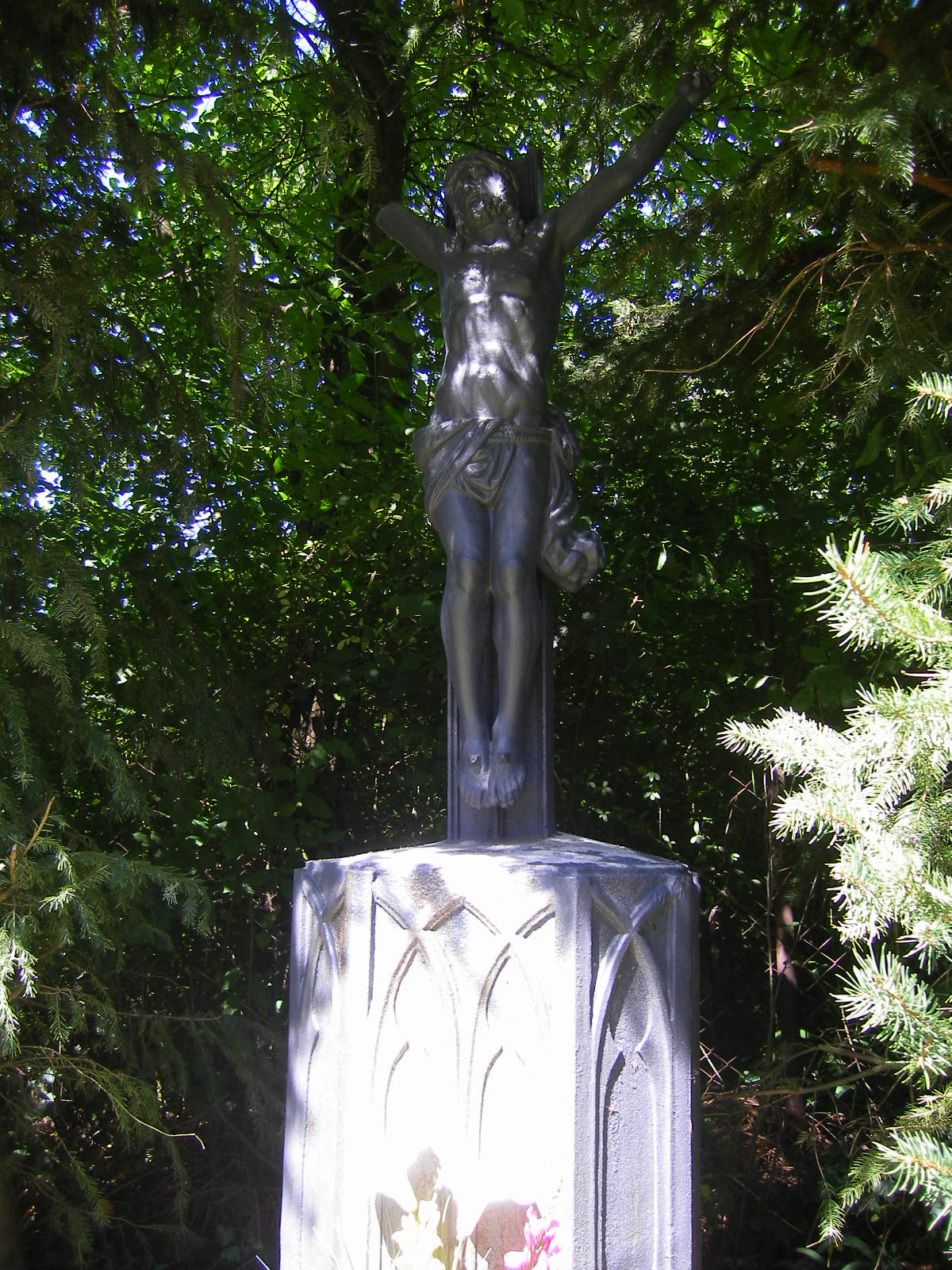
Öntöttvas feszült a templom mellett
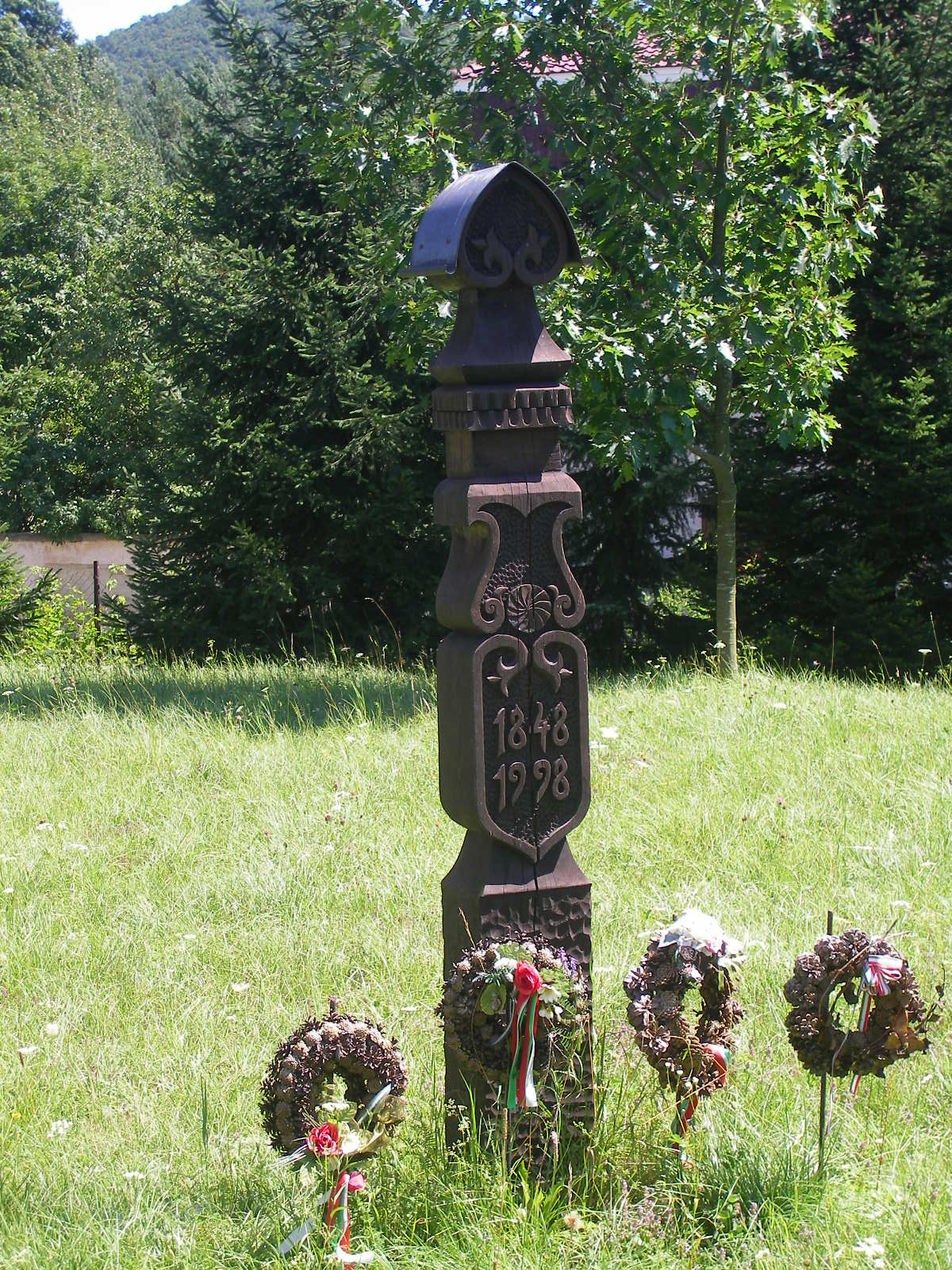
1848-as emlékmű
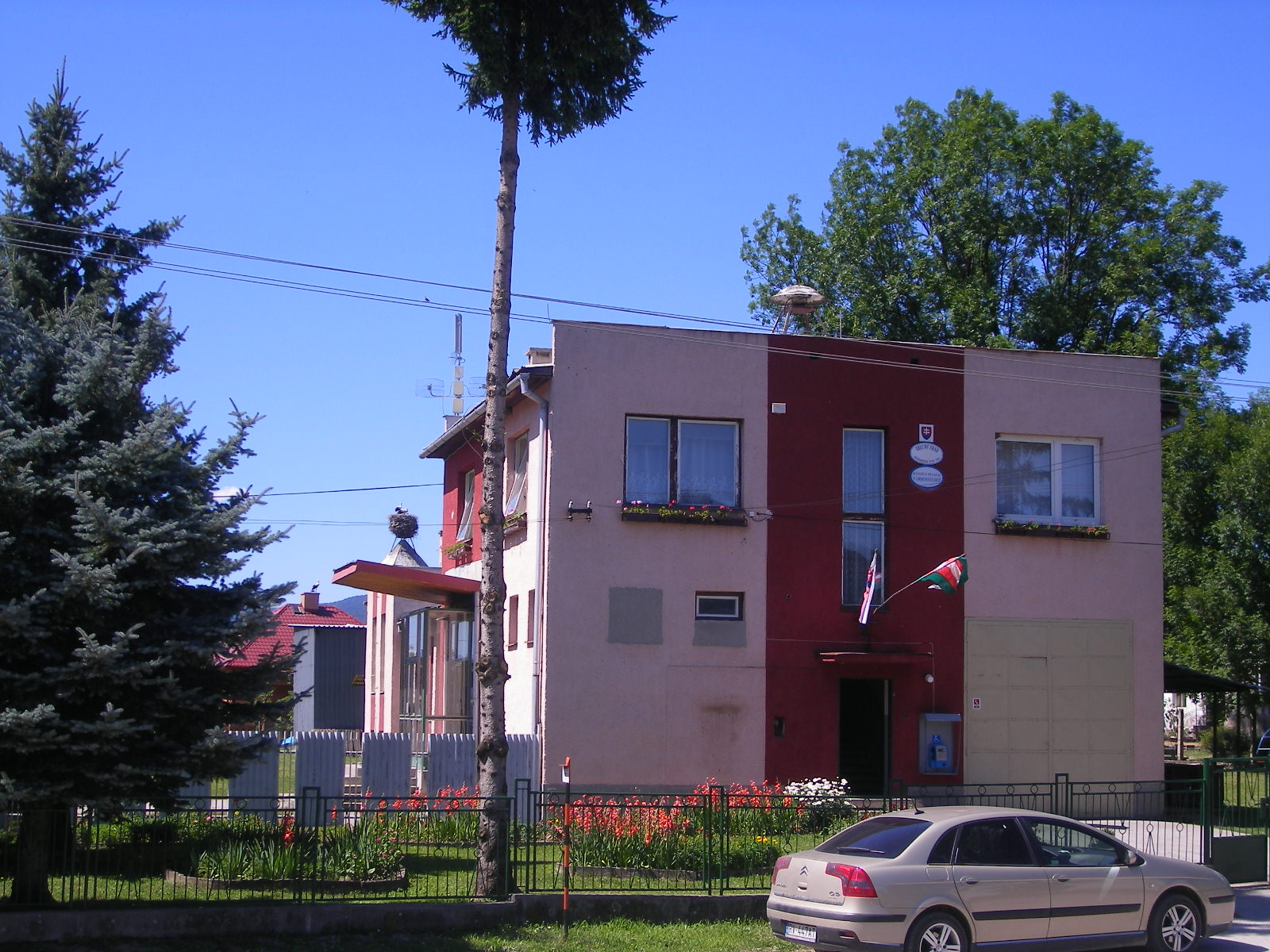
Községi hivatal
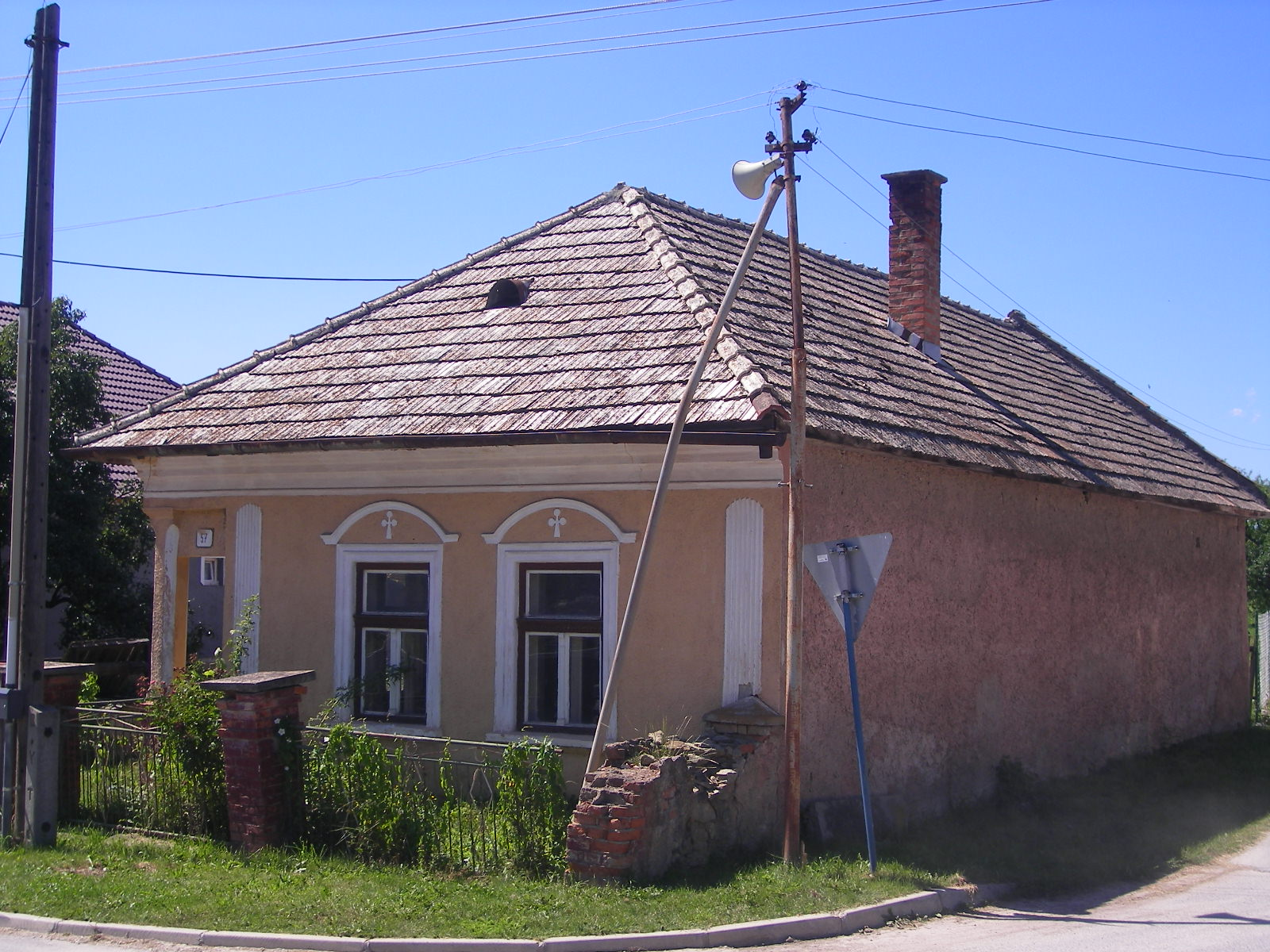
Jellegzetes régi lakóház
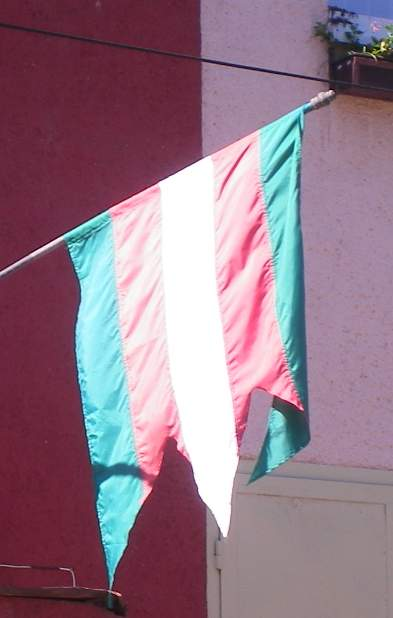
Várhosszúrét zászlaja a községi hivatal épületén
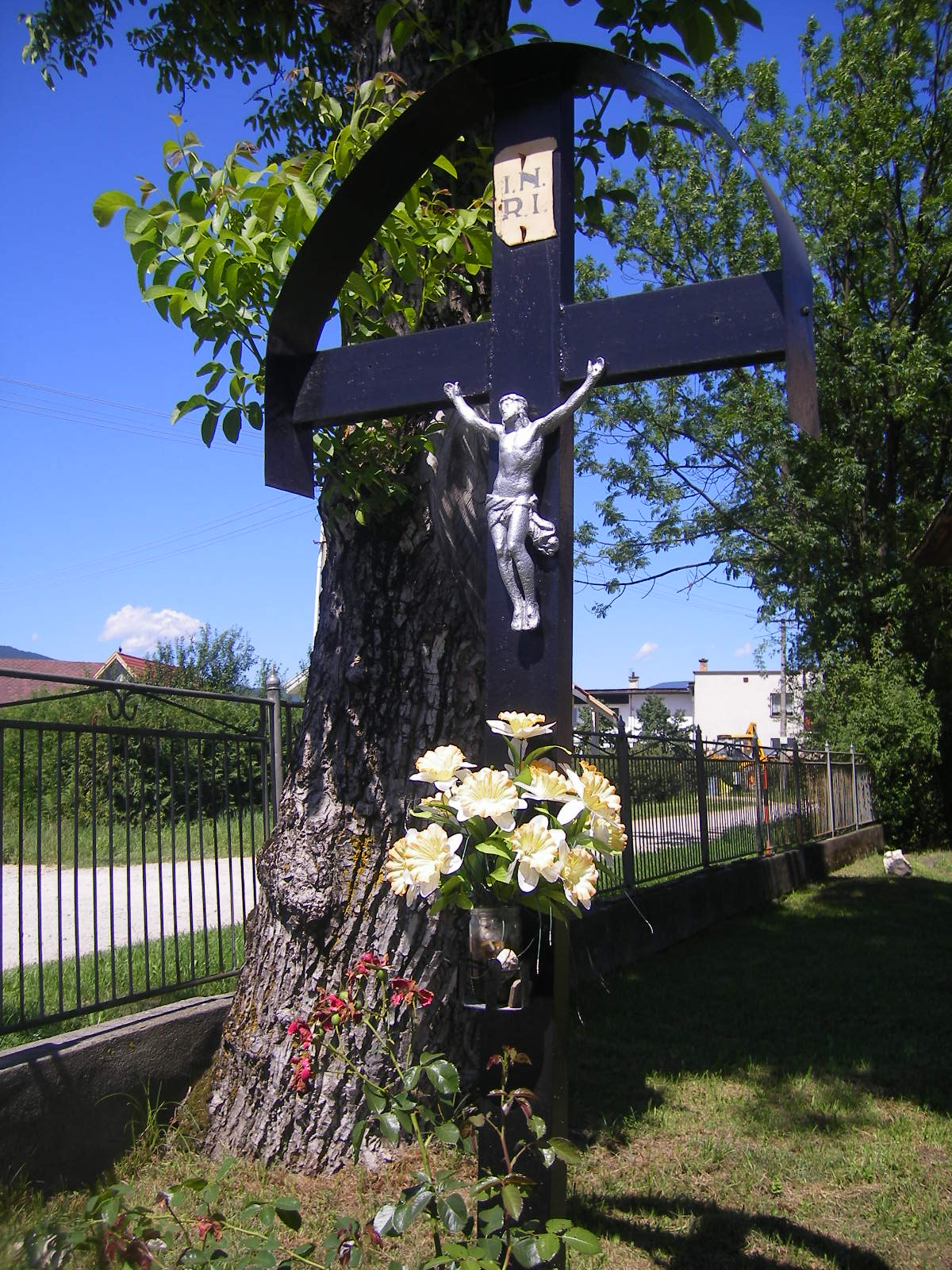
Útmenti feszület
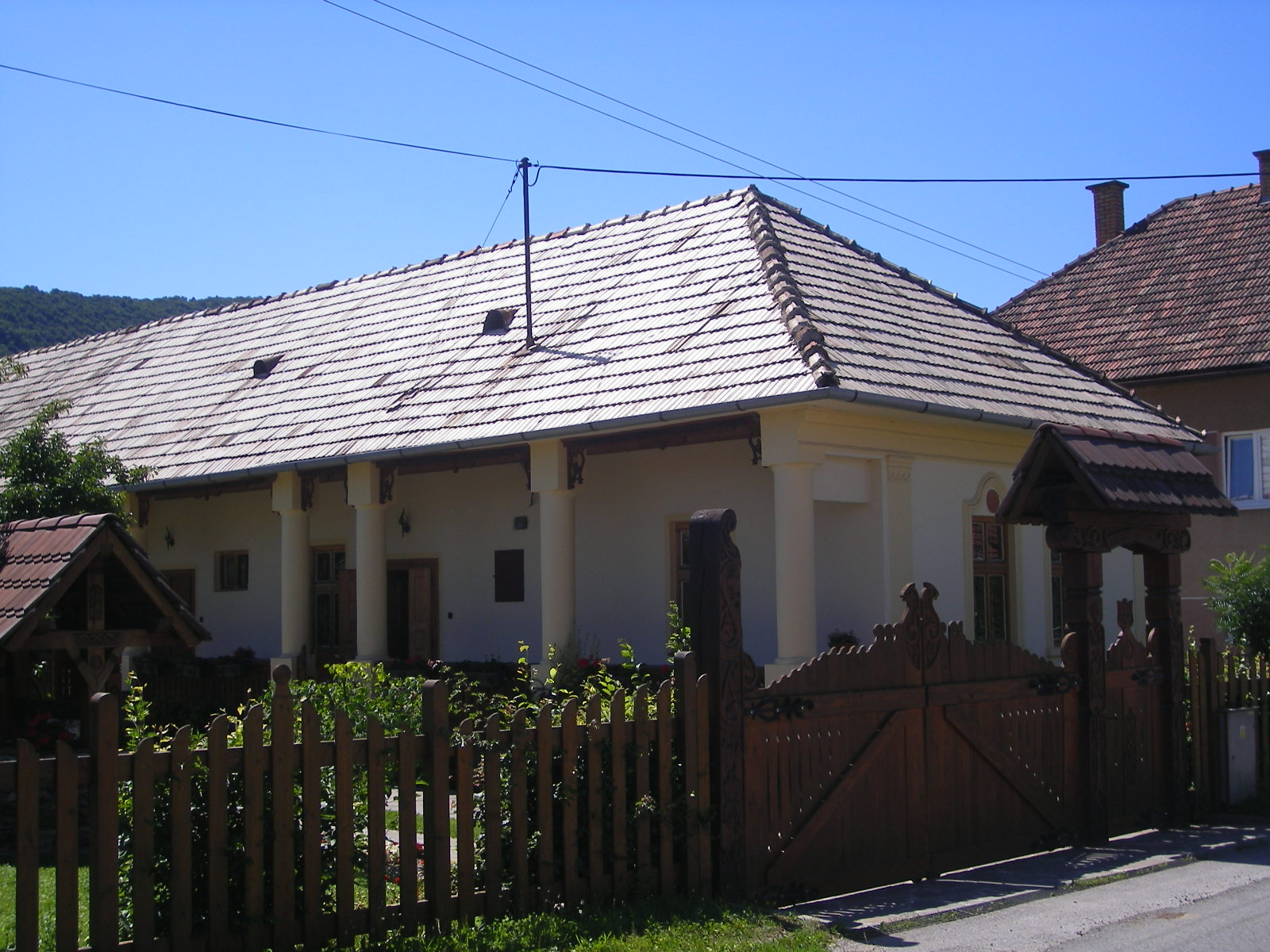
Felújított régi ház Várhosszúréten
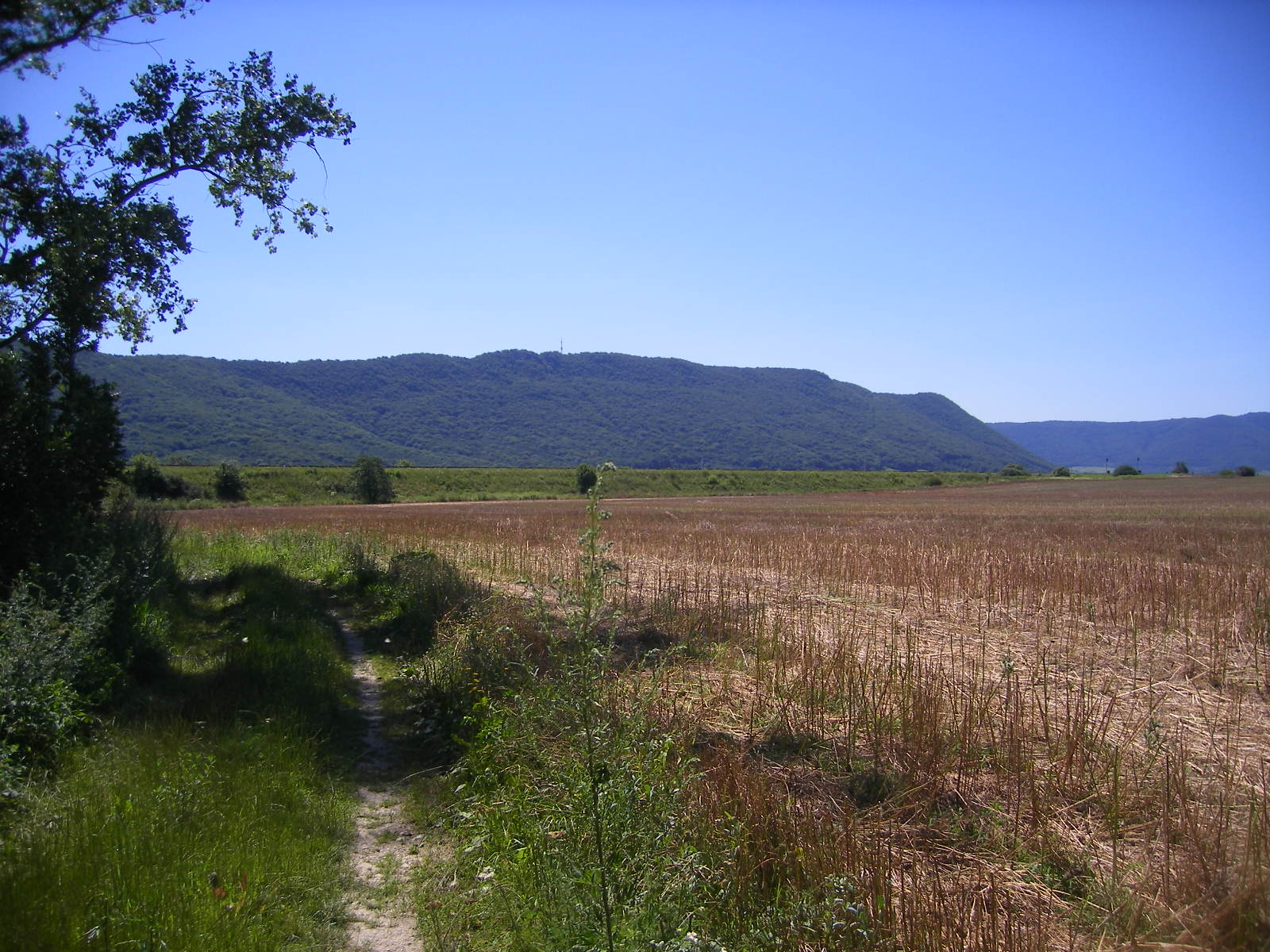
Tájkép Várhosszúrét és Krasznahorkaváralja határán (háttérben a Szilicei-fennsík pereme)

## Testvérváros
- Ibrány, Magyarország